# 誰がパパやねん!
『かんさい特集・ドラマ 誰がパパやねん!』（かんさいとくしゅう・どらま だれがぱぱやねん!）は、2007年1月12日の20:00～20:43（JST）に、NHK大阪放送局製作で近畿広域圏で放送されたテレビドラマのタイトルである。
原作及び主演はメッセンジャーの黒田有である。

## 概要
主人公の岡崎章吾は、借金に追われており、空き巣をしている。ある日章吾は、スーパーに買い物に行った帰り、そこで万引きをしようとした少女しおりに「パパ」と呼ばれ、父親に仕立てられてしまう。別の日、章吾は、しおりの親代わりを自負する順子の家に空き巣に入るが、そこでしおりと再会する。そして、順子やしおりの大家である定子から、母親は死別し、父親は家出したと知らされる。家賃や生計を立てるため、学校にも行けず内職をしている。そんなしおりを立て直すため、章吾も自らの過去をさらけ出す。一晩を共にし、互いの心が通じ合うことの出来た、しおりの誕生日でもある次の日の朝、しおりの実の父親である修平が改心し、しおりの誕生日プレゼントを持って帰ってきた。

## 出演者
- 岡崎章吾：黒田有
- 八木しおり：桝岡明（子役）
- スーパーの店長：浅越ゴエ（ザ・プラン9）
- スーパーの店員：ぢゃいこ
- スーパーの店員：山田翠
- 岡崎美智子：六車奈々
- ヤクザ：金竹雅浩
- ヤクザ：下林朋央（ジャンクション）
- 大平定子：紅萬子
- 八木修平：宮根誠司
- 高橋順子：末成由美　など

## スタッフ
- 原作：黒田有（メッセンジャー黒田）
- 制作統括：古川法一郎
- 美術：丸山純也
- 音響効果：野下泰之
- 技術・撮影：山市建治
- 照明：吉本和信
- 音声：大成友二
- 映像技術：松下裕樹
- 演出：本木一博
- 制作・著作：NHK大阪

## 再放送
2007年6月23日深夜25:40～26:25（実質の日付は同年6月24日未明1:40～2:25）に「かんさいミッドナイトセレクション」枠で再放送された。